# Subprefeitura da Zona Norte do Rio de Janeiro

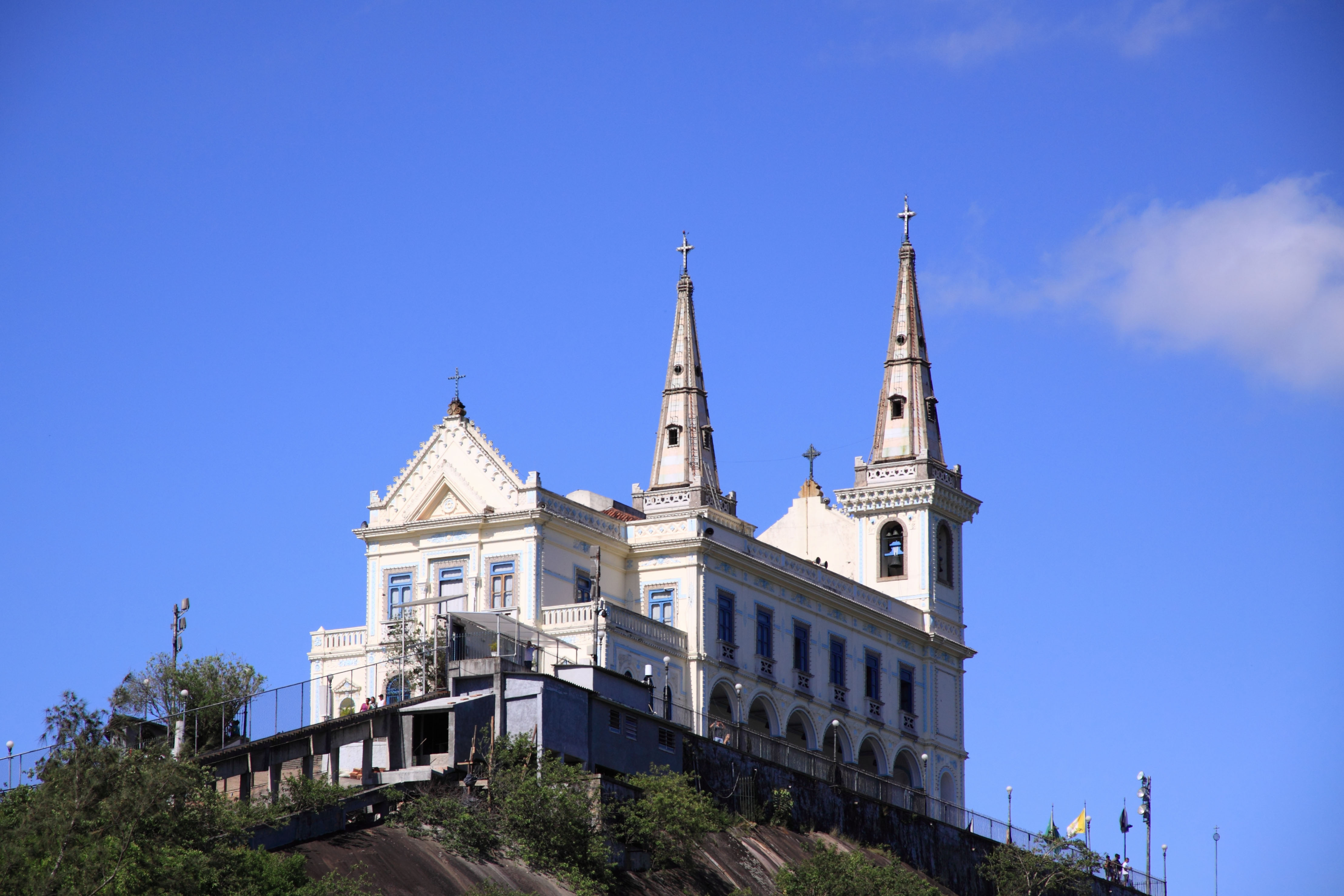
Igreja da Penha, principal simbolo histórico e cultural do subúrbio carioca.

Subprefeitura da Zona Norte é uma das nove subprefeituras nas quais se subadministra o município do Rio de Janeiro. A subprefeitura administra as regiões administrativas de toda Zona Norte Carioca, exceto Grande Tijuca, Ilhas e Grandes complexos, fazem parte bairros tradicionais como Méier, Penha, Irajá, Madureira, entre outros, englobando todos os seus bairros, com uma população total de 1.182.000 habitantes, segundo o censo 2010.

## Dados
Apesar do nome. esta não administra toda a Zona Norte do Rio de Janeiro.

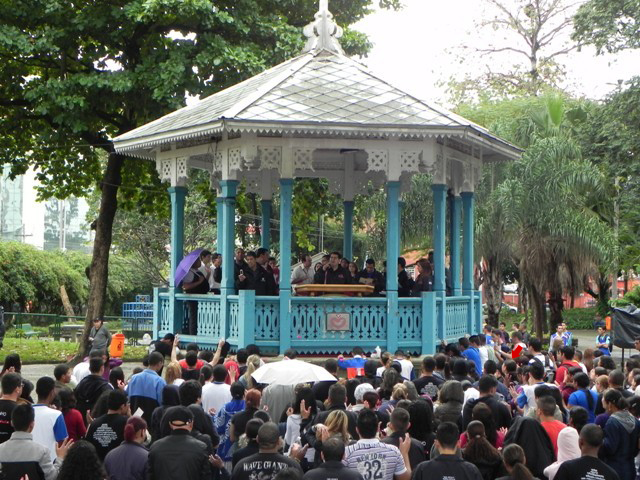
Coreto do Méier.

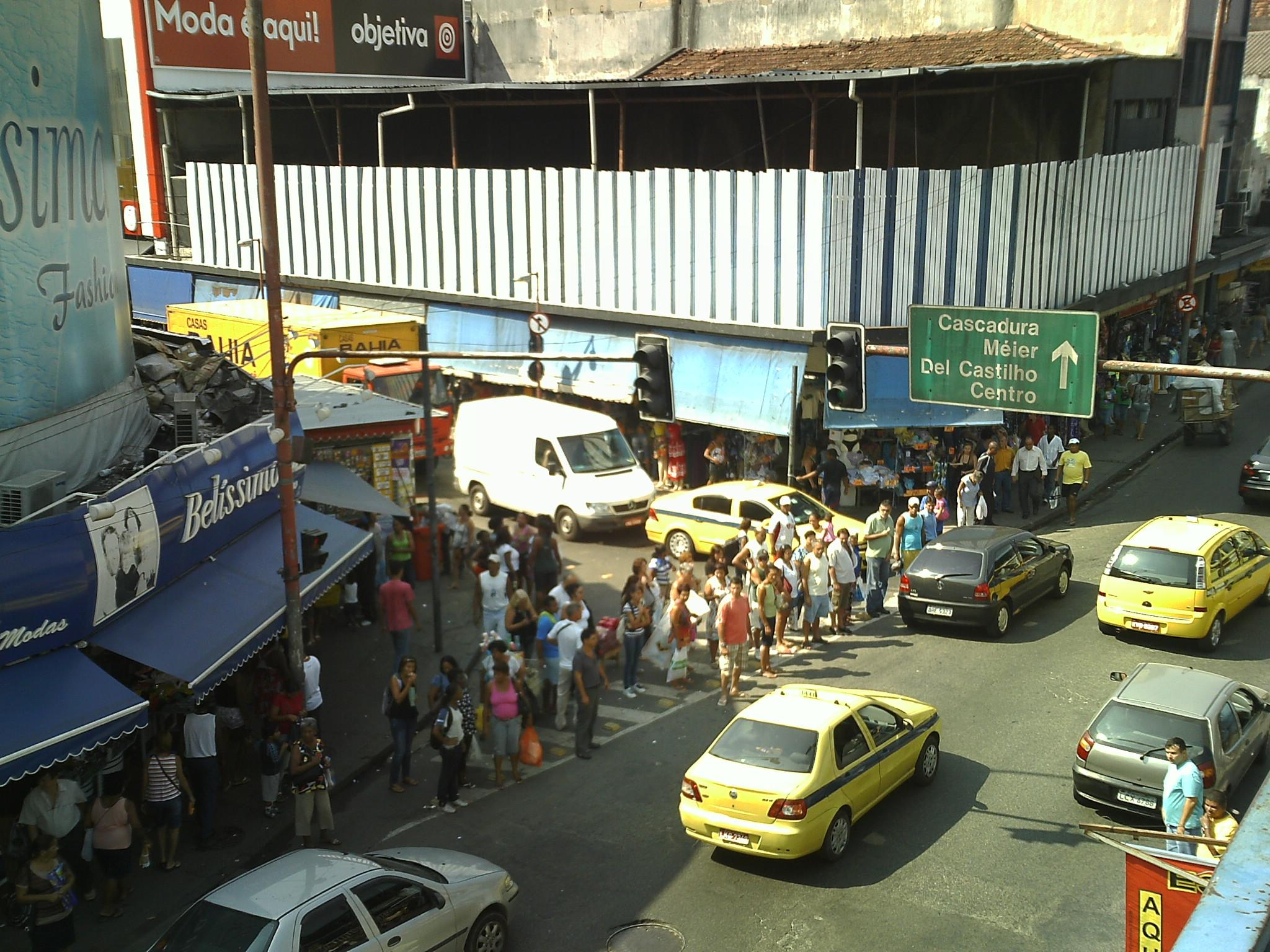
Madureira e seu comércio.

Geograficamente a região da Subprefeitura da Zona Norte é distante das praias menos poluídas do município, já que é balneada pelas praias da baía de Guanabara. Área de conexão do município do Rio de Janeiro e da baixada fluminense é atravessada por linhas férreas da Supervia e da MetroRio, o que faz que essa região, de bairros pequenos e homogênicos.